# Pixinguinha
Pixinguinha, pseudonimo di Alfredo da Rocha Viana Filho (Rio de Janeiro, 23 aprile 1897 – Rio de Janeiro, 17 febbraio 1973), è stato un compositore, arrangiatore e polistrumentista brasiliano.

## Biografia
Fra il 1916 e il 1917 compone Carinhoso, e nel 1928 Lamentos, choros famosissimi ma criticati, perché si diceva avessero troppo influenza jazz.
Nel 1919 ha fondato il gruppo Oito Batutas al quale partecipavano, oltre che lui stesso al flauto, João Pernambuco e Donga alla chitarra.
Fu, oltre che fecondo compositore musicale, un abile strumentista, soprattutto dedito al flauto e al sassofono, e un validissimo cantante. Fu, con Heitor Villa-Lobos uno dei capisaldi dello Choro moderno.
Morì a Rio de Janeiro il 17 febbraio del 1973, nella chiesa di Nossa Senhora da Paz, a Ipanema, mentre era padrino ad un battesimo.
In Brasile, il 23 aprile è il giorno nazionale dello Choro, giorno di nascita di Pixinguinha. Questa data è stata ufficializzata il 4 settembre 2000, grazie all'iniziativa del mandolinista brasiliano Hamilton de Holanda e agli allievi della Scuola di Choro Raphael Rabello.

## Composizioni
- A pombinha (In coppia con Donga)
- A vida é um buraco
- Abraçando Jacaré
- Agüenta, seu Fulgêncio
- Ai, eu queria (com Vidraça)
- Ainda existe
- Ainda me Recordo
- Amigo do povo
- Assim é que é
- Benguelê
- Bianca (In coppia con Andreoni)
- Buquê de flores (In coppia con W. Falcão)
- Cafezal em flor (In coppia con Eugênio Fonseca)
- Carinhos
- Carinhoso (In coppia con João de Barro)
- Carnavá tá aí (In coppia con Josué de Barros)
- Casado na orgia (In coppia con João da Baiana)
- Casamento do coronel Cristino
- Céu do Brasil (In coppia con Gomes Filho)
- Chorei
- Chorinho no parque São Jorge (In coppia con Salgado Filho)
- Cochichando (In trio con João de Barro e Alberto Ribeiro)
- Conversa de crioulo (In trio con Donga e João de Baiana)
- Dança dos ursos
- Dando topada
- Desprezado
- Displicente
- Dominante
- Dominó
- Encantadora
- Estou voltando
- Eu sou gozado assim
- Fala baixinho (In coppia con Hermínio Bello de Carvalho)
- Festa de branco (In coppia con Baiano)
- Foi muamba (In coppia con Índio)
- Fonte abandonada (In coppia con Índio)
- Fratenidade
- Gargalhada
- Gavião calçudo (In coppia con Cícero de Almeida)
- Glória
- Guiomar (com Baiano)
- Há! hu! lá! ho! (In trio con Donga e João da Baiana)
- Harmonia das flores (In coppia con Herminio Bello de Carvalho)
- Hino a Ramos
- Infantil
- Iolanda
- Isso é que é viver (In coppia con Herminio Bello de Carvalho)
- Isto não se faz (In coppia con Herminio Bello de Carvalho)
- Já andei (In trio con Donga e João da Baiana)
- Já te digo (In coppia con China)
- Jardim de Ilara (In coppia con C. M. Costal)
- Knock-out
- Lamento
- Lamentos (In coppia con Vinícius de Moraes)
- Lá-ré
- Leonor
- Levante, meu nego
- Lusitânia (In coppia con F. G. D.)
- Mais quinze dias
- Mama, meu netinho (In coppia con Jararaca)
- Mamãe Isabé (In coppia con João da Baiana)
- Marreco quer água
- Meu coração não te quer (In coppia con E. Almeida)
- Mi tristezas solo iloro
- Mulata baiana (In coppia con Gastão Viana)
- Mulher boêmia
- Mundo melhor (In coppia con Vinícius de Moraes)
- Não gostei dos teus olhos (In coppia con João da Baiana)
- Não posso mais
- Naquele tempo
- Nasci pra domador (In coppia con Valfrido Silva)
- No elevador
- Noite e dia (In coppia con W. Falcão)
- Nostalgia ao luar
- Número um
- O meu conselho
- Os batutas (In coppia con Duque)
- Os cinco companheiros
- Os home implica comigo (In coppia con Carmen Miranda)
- Onde foi Isabé
- Oscarina
- Paciente
- Página de dor (In coppia con Índio)
- Papagaio sabido (In coppia con C. Araújo)
- Patrão, prenda seu gado (In trio con Donga e João da Baiana)
- Pé de mulata
- Poema de raça (In trio con Z. Reis e Benedito Lacerda)
- Poética
- Por vôce fiz o que pude (In coppia con Beltrão)
- Pretenciosa

- Promessa
- Que perigo

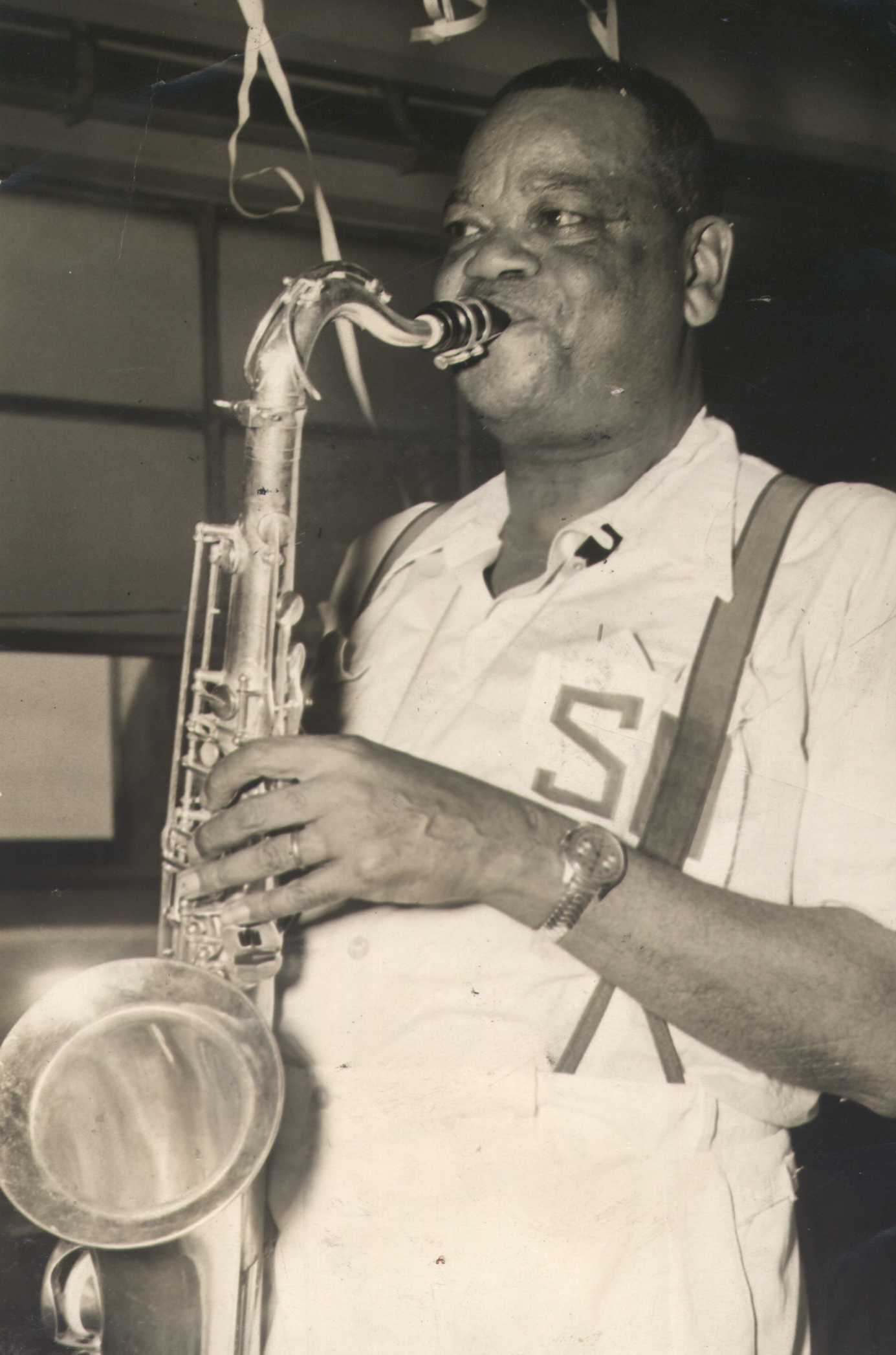
Pixinguinha, 1959.

- Que querê (In trio con Donga e João da Baiana)
- Quem foi que disse
- Raiado (In coppia con Gastão Viana)
- Rancho abandonado (In coppia con Índio)
- Recordando
- Rosa (In coppia con Otávio de Sousa)
- Rosa
- Samba de fato (In coppia con Baiano)
- Samba de nego
- Samba do urubu
- Samba fúnebre (In coppia con Vinícius de Moraes)
- Samba na areia
- Sapequinha
- Saudade do cavaquinho (c In coppia con Muraro)
- Segura ele
- Seresteiro
- Sofres porque queres
- Solidão
- Sonho da Índia (In trio con N. N. e Duque)
- Stella (In trio con Castro e Sousa)
- Teu aniversário
- Teus ciúmes
- Triangular
- Tristezas não pagam dívidas
- Um a zero (In coppia con Benedito Lacerda)
- Um caso perdido
- Uma festa de Nanã (In coppia con Gastão Viana)
- Urubu
- Vamos brincar
- Variações sobre o urubu e o gavião
- Vem cá! não vou!
- Vi o pombo gemê (In trio con Donga e João da Baiana)
- Você é bamba (In coppia con Baiano)
- Você não deve beber (In coppia con Manuel Ribeiro)
- Vou pra casa
- Xou Kuringa (In trio con Donga e João da Baiana)
- Yaô africano (In coppia con Gastão Viana)
- Zé Barbino (In coppia con Jararaca)
- Proezas de Solon
- Vou Vivendo